# Sorex buchariensis
Sorex buchariensis és una espècie de musaranya que es troba al Tadjikistan.